# Seznam ruskih trobentarjev
Seznam ruskih trobentarjev.

## B
- Vasilij Georgijevič Brandt

## D
- Timofej Aleksandrovič Dokšicer

## L
- Vladislav Mihailovič Lavrik

## M
- Venjamin Saveljevič Margolin

## N
- Sergej Mihailovič Nakarjakov